# Sheelagh-Inseln
Die Sheelagh-Inseln sind eine Gruppe kleiner Inseln vor der Küste des ostantarktischen Enderbylands. Sie liegen 5 km südlich des Kap Kolossow nahe der Ausfahrt aus der Amundsenbucht.
Vermutlich waren diese Inseln der Landeplatz beim Flug des norwegischen Polarforschers Hjalmar Riiser-Larsen am 22. Dezember 1929. Eine Mannschaft der Australian National Antarctic Research Expeditions (ANARE) landete hier am 14. Februar 1958. Das Antarctic Names Committee of Australia benannte die Inseln nach Sheelagh Margaret Thompson (1930–2013), Ehefrau von Richard Hugh John Thompson, dem stellvertretenden Leiter mehrerer ANARE-Kampagnen.